# Läroverksöverstyrelsen
Läroverksöverstyrelsen styrde över läroverken i Sverige åren 1904–1920. År 1920 slogs den samman med Folkskoleöverstyrelsen till Skolöverstyrelsen. Fram till 1914 hette ämbetsverket Överstyrelsen för rikets allmänna läroverk.

## Överdirektörer och chefer
- 1904–1909: Ernst Carlson
- 1909–1914: Bengt Jacobsson Bergqvist
- 1913–1914: August Falk (tillförordnad chef)
- 1914–1918: August Falk